# 佐藤良諭
佐藤 良諭（さとう よしつぐ、1966年10月31日 - ）は、元北海道テレビ放送 (HTB) のアナウンサー、報道情報局報道部主幹。

## 来歴
北海道釧路市出身。北海道帯広柏葉高等学校、法政大学卒業。
大学を卒業後、1989年4月に熊本県民テレビ（KKT）に入社。同局のアナウンサーを務めた後、テレビ北海道（TVH）を経て、1995年10月にHTBへ移籍した。
一時期、佐藤 よしつぐ名義を用いていたことがあり、2011年3月からは『イチオシ!』にもこの名で出演していた。
2017年10月1日、HTBのアナウンス部長に就任する。部下たちのシフト管理も行っている。2022年7月1日、報道情報局報道部主幹（兼編成局アナウンス部）に異動となった（アナウンス部長の後任は林和人）。
2025年5月、HTBを退職した。

## 担当番組

### HTB
太字は現在担当中。
- スポーツ中継 - 実況担当[3]
- VIVA!コンサドーレ[8]
- myステーション - キャスター
- あさばんっ! - MC
- 情報ワイド 夕方Don!Don! - ニュースキャスター[3]
- イチオシ! - ニュースキャスター（2003年4月 - 2017年9月）[9]
- HTBニュース - キャスター（不定期出演）
- あなたとHTB - 番組進行[10]
- 水曜どうでしょう「中米・コスタリカで幻の鳥を激写する!」第6夜 - 架空のニュースを担当
- HTBノンフィクション - ナレーション
- 北海道 朝まで生討論 - 司会

### TVH
- TVH道新ニュース - キャスター[11]
- スポーツ中継（サッカー[12]、スキージャンプ[13]） - 実況担当

### KKT
- ズームイン!!朝!（日本テレビ） - 熊本キャスター